# 착각적 윤곽

카니자 삼각형: 공간적으로 분리된 각각의 조각들은 마치 세 개의 검은색 원과 검은색 테두리의 삼각형을 가린 착각적 윤곽으로 정의되는 흰색 역삼각형이 있는 것처럼 보이게 한다.

착각적 윤곽(영어: Illusory contours) 또는 주관적 윤곽(영어: subjective contours)은 밝기나 색상의 변화 없이 마치 가장자리가 있는 것처럼 인식하게 하는 시각적 환상이다. 허황된 밝기와 깊이의 배열은 종종 허황된 윤곽과 함께 나타난다. 착각적 윤곽은 20세기 초 독일의 심리학자 프리드리히 슈만에 의해 발견되었다고 일반적으로 알려져 있지만 착각적 윤곽은 중세 예술에서도 나타난다. 이탈리아의 심리학자 가에타노 카니자가 1976년에 과학 잡지 《사이언티픽 아메리칸》에 실은 논문은 환영 과학자들 사이에서 착각적 윤곽에 대한 관심이 다시 고조되는 계기가 되었다.

## 일반적인 유형의 착각적 윤곽

### 카니자 도형
아마 착각적 윤곽의 가장 잘 알려진 예는 가에타노 카니자가 대중화한 삼각형 구성일 것이다.
카니자 도형은 시야에서 제거된 쐐기 모양의 부분과 원을 정렬하여 가장자리가 모양을 이루도록 하여 착각적 윤곽이 인식되도록 한다. 비록 이미지의 명확한 부분은 아니지만 카니자 도형은 선명한 착각적 윤곽으로 정의된 형태의 인식을 불러일으킨다.
일반적으로, 실제 휘도는 균일하지만 착시로 보이는 형태가 배경보다 더 밝게 보인다. 게다가 착시로 보이는 모양은 유도하는 모양보다 보는 사람에게 더 가까이 있는 것처럼 보인다. 카니자 도형은 착시 모양의 유형 완성(modal completion)과 유도자의 무형 완성(amodal completion)을 포함한다.

### 에렌슈타인 착시

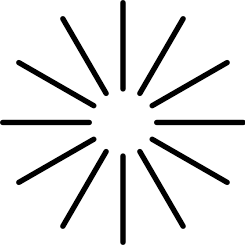
에렌슈타인 착시 현상은 동그랗게 나열된 직선 중앙에 밝은 원이 있는 것처럼 보이게 한다.

카니자 도형과 밀접한 관련이 있는 것으로 독일의 심리학자의 이름을 딴 에렌슈타인 착시가 있다. 에렌슈타인 착시는 쐐기가 없는 원을 사용하는 대신 방사형 선분을 통해 착각적 윤곽 지각을 유발한다. 에렌슈타인의 발견은 원래 독일의 심리학자 루디마르 헤르만이 제시한 헤르만 격자의 수정으로 맥락화되었다.

### 인접선 격자
두 개의 정렬되지 않은 격자 사이의 경계에 착각적 윤곽이 생성된다. 이른바 인접선 격자에서 착각 윤곽은 유도 요소에 수선(垂線)이다.

## 예술 및 디자인에서
1972년, 1984년, 1988년 올림픽 로고는 모두 착각적 윤곽을 특징으로 하며, 미국의 예술가 엘즈워스 켈리의 1950년대 시리즈도 마찬가지이다.
네덜란드의 핀업 아티스트 Jacob Gestman Geradts는 종종 그의 실크스크린 판화에서 카니자 착시를 사용했는데, 예를 들어 그의 작품 Formula 1 (1991)이 대표적이다.

## 피질 반응
시각계의 V1 V2와 같은 초기 시각 피질 영역이 착각적 윤곽을 형성하는 역할을 한다고 알려져 있다. 인간 신경 영상 기술을 사용한 연구에서는 착각적 윤곽이 1차 시각 피질의 깊은 층 활동과 관련되어 있음을 발견했다.

## 관련 시각 현상

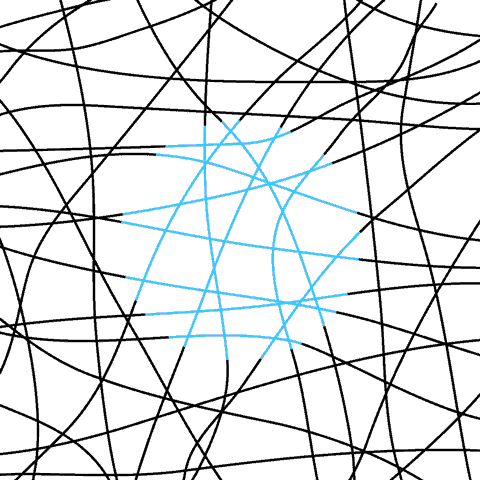
네온 색상 확산: 뒤엉켜 있는 검은 선들 사이에 네온 색상의 선들 주변으로 마치 원의 윤곽이 있는 것 처럼 느껴진다.

시각적 착시 현상은 정상적인 조건에서 시각적 세계를 해석하는 시각 체계의 고유한 메커니즘을 장악하기 때문에 지각의 신경적 기초를 연구하는 데 유용한 자극이 된다. 예를 들어, 자연 세계의 물체는 종종 부분적으로만 보이기도 하는데 착각적 윤곽은 표면의 윤곽선 일부가 보이지 않을 때 시각 체계가 표면을 구성하는 방법에 대한 단서를 제공한다.
표면 인코딩은 시각적 인식의 필수적인 부분으로 여겨지며 시각적 특징의 초기 분석과 얼굴 및 장면과 같은 복잡한 자극을 인식하는 능력 사이의 시각 처리의 중요한 중간 단계를 형성한다.
- 아모달 지각(Amodal perception)
- 자동 입체도
- 채우기(Filling-in)
- 게슈탈트 심리학: '구상화'
- 네거티브 스페이스
- 팬텀 컨투어(Phantom contour)

## 참고 문헌
- Coren, S (1972), “Subjective contour and apparent depth”, 《Psychological Review》 79 (4): 359–367, CiteSeerX 10.1.1.278.7980, doi:10.1037/h0032940, PMID 5038153
- Peterhans, E.; von der Heydt, R. (1991). “Subjective contours--bridging the gap between psychophysics and physiology.”. 《Trends Neurosci》 14 (3): 112–119. doi:10.1016/0166-2236(91)90072-3. PMID 1709535. S2CID 11553954. Phenomena of contour, color and movement perception have been used to identify functions of neurons and to reveal functional differences between cortical areas that application of classical receptive-field concepts has not suggested.